# Amt Wittenburg-Land

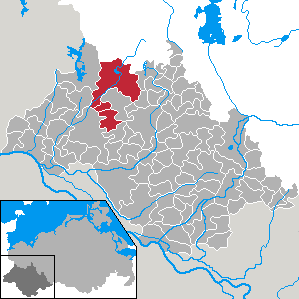
Amt Wittenburg-Land im Landkreis Ludwigslust

Im Amt Wittenburg-Land im ehemaligen Landkreis Ludwigslust in Mecklenburg-Vorpommern mit Sitz in der nicht amtsangehörigen Stadt Wittenburg waren seit 1992 die 11 Gemeinden Boddin, Dodow, Dreilützow, Drönnewitz, Karft, Körchow, Lehsen, Luckwitz, Parum, Tessin b. Wittenburg und Waschow zur Erledigung ihrer Verwaltungsgeschäfte zusammengeschlossen.
Am 13. Juni 1999 wurden die Gemeinden Boddin, Dodow, Dreilützow, Drönnewitz, Karft, Luckwitz, Tessin b. Wittenburg und Waschow aufgelöst und aus ihnen und dem ehemaligen Parumer Ortsteil Pogreß die neue Gemeinde Wittendörp gebildet. Der Parumer Ortsteil Parum schloss sich der Gemeinde Dümmer an.
Am 1. Januar 2004 fusionierten die drei Gemeinden Körchow, Lehsen und Wittendörp des Amtes Wittenburg-Land mit der vormals amtsfreien Stadt Wittenburg zum neuen Amt Wittenburg. Gleichzeitig wurde das Amt Wittenburg-Land aufgelöst. Die Gemeinden bilden seither zusammen mit der Stadt Wittenburg das Amt Wittenburg.